# Vodná nádrž Gemerský Jablonec
Vodná nádrž Gemerský Jablonec je přírodní rezervace v oblasti Cerová vrchovina.
Nachází se v katastrálním území obcí Dubno, Gemerský Jablonec a Petrovce v okrese Rimavská Sobota v Banskobystrickém kraji. Území bylo vyhlášeno či novelizováno v roce 2000 na rozloze 32,0290 ha. Ochranné pásmo nebylo stanoveno.